# جامشلو
جامشلو (به ارمنی: Ջամշլու) یک روستا در ارمنستان است که در استان آراگاتسوتن واقع شده‌است.  در  کیلومتری شمال آشتاراک، مرکز استان آراگاتسوتن واقع شده است.
جامشلو ۲۲۷ نفر جمعیت دارد و در ارتفاع  متر بالاتر از سطح دریا قرار گرفته است.
 بیشتر ساکنان جامشلو از کردهای ایزدی هستند.